# Challenge Tour Play-off 2020 (snooker)
Il Challenge Tour Play-off 2020 è stato l'ultimo evento Challenge Tour della stagione 2019-2020 di snooker, che si è disputato il 20 luglio 2020 a Sheffield, in Inghilterra.
Inizialmente programmato per il 29 marzo 2020 a Clacton-on-Sea, è stato posticipato al 20 luglio, a causa della pandemia di COVID-19, con uno spostamento si sede all'English Institute of Sport di Sheffield, nel giorno prima dell'inizio delle qualificazioni per il Campionato mondiale, da disputarsi proprio in quell'impianto. Così come avvenuto in occasione delle competizioni professionistiche di questo sport, a ogni giocatore e arbitro è stato effettuato un test per verificare un'eventuale positività al SARS-CoV-2; inoltre, non sono stati presenti gli spettatori.
Il vincitore questo evento, Allan Taylor, ha conquistato un posto tra i 128 giocatori professionisti per le stagioni 2020-2021 e 2021-2022.
Vengono invitati otto giocatori della classifica speciale per gli eventi Challenge Tour di questa stagione.
Il 17 luglio 2020 la World Professional Billiards and Snooker Association annuncia la nascita di un nuovo circuito amatoriale, che andrà a sostituire il Challenge Tour a partire dalla stagione 2020-2021.

## Fase a eliminazione diretta[7]
| Quarti di finale       | Semifinali             | Finale                 |
| ---------------------- | ---------------------- | ---------------------- |
| Al meglio dei 7 frames | Al meglio dei 7 frames | Al meglio dei 7 frames |

### Quarti di finale
| Giocatore      | Giocatore      | Risultato |
| -------------- | -------------- | --------- |
| Jake Nicholson | Tyler Rees     | 4 - 2     |
| Oliver Brown   | Allan Taylor   | 3 - 4     |
| Adam Duffy     | Patrick Whelan | 4 - 0     |
| Dean Young     | Rory McLeod    | 1 - 4     |

### Semifinali
| Giocatore      | Giocatore    | Risultato |
| -------------- | ------------ | --------- |
| Jake Nicholson | Allan Taylor | 1 - 4     |
| Adam Duffy     | Rory McLeod  | 4 - 1     |

### Finale
| English Institute of Sport, Sheffield, Inghilterra, Regno Unito, 20 luglio 2020 | English Institute of Sport, Sheffield, Inghilterra, Regno Unito, 20 luglio 2020 | English Institute of Sport, Sheffield, Inghilterra, Regno Unito, 20 luglio 2020 |
| Allan Taylor (5)                                                                | 4 - 0                                                                           | Adam Duffy (3)                                                                  |
| ------------------------------------------------------------------------------- | ------------------------------------------------------------------------------- | ------------------------------------------------------------------------------- |
| Sessione unica: 1-0 2-0 3-0 4-0 (4-0)                                           |                                                                                 |                                                                                 |
| Miglior Break: ? Century Breaks: 0                                              | [ 5 ]                                                                           | Miglior Break: ? Century Breaks: 0                                              |
| Allan Taylor vince il Challenge Tour Play-off 2020                              |                                                                                 |                                                                                 |

## Tabellone
|  | Quarti di finale Al meglio dei 7 frames | Quarti di finale Al meglio dei 7 frames | Quarti di finale Al meglio dei 7 frames |                  |                    | Semifinali Al meglio dei 7 frames | Semifinali Al meglio dei 7 frames | Semifinali Al meglio dei 7 frames |  |  | Finale Al meglio dei 7 frames | Finale Al meglio dei 7 frames | Finale Al meglio dei 7 frames |  |
|  |                                         |                                         |                                         |                  |                    |                                   |                                   |                                   |  |  |                               |                               |                               |  |
|  | Jake Nicholson (1)                      | Jake Nicholson (1)                      | 4                                       |                  |                    |                                   |                                   |                                   |  |  |                               |                               |                               |  |
|  | Jake Nicholson (1)                      | Jake Nicholson (1)                      | 4                                       |                  |                    |                                   |                                   |                                   |  |  |                               |                               |                               |  |
|  | Tyler Rees (8)                          | Tyler Rees (8)                          | 2                                       |                  |                    |                                   |                                   |                                   |  |  |                               |                               |                               |  |
|  | Tyler Rees (8)                          | Tyler Rees (8)                          | 2                                       |                  | Jake Nicholson (1) | Jake Nicholson (1)                | 1                                 |                                   |  |  |                               |                               |                               |  |
|  |                                         |                                         |                                         |                  | Jake Nicholson (1) | Jake Nicholson (1)                | 1                                 |                                   |  |  |                               |                               |                               |  |
|  |                                         |                                         | Allan Taylor (5)                        | Allan Taylor (5) | 4                  |                                   |                                   |                                   |  |  |                               |                               |                               |  |
|  | Oliver Brown (4)                        | Oliver Brown (4)                        | Allan Taylor (5)                        | Allan Taylor (5) | 4                  | 3                                 |                                   |                                   |  |  |                               |                               |                               |  |
|  | Oliver Brown (4)                        | Oliver Brown (4)                        |                                         |                  |                    |                                   |                                   |                                   |  |  |                               |                               |                               |  |
|  | Allan Taylor (5)                        | Allan Taylor (5)                        | 4                                       |                  |                    |                                   |                                   |                                   |  |  |                               |                               |                               |  |
|  | Allan Taylor (5)                        | Allan Taylor (5)                        | 4                                       |                  | Allan Taylor (5)   | Allan Taylor (5)                  | 4                                 |                                   |  |  |                               |                               |                               |  |
|  |                                         |                                         |                                         |                  |                    |                                   |                                   |                                   |  |  |                               |                               |                               |  |
|  |                                         |                                         | Adam Duffy (3)                          | Adam Duffy (3)   | 0                  |                                   |                                   |                                   |  |  |                               |                               |                               |  |
|  | Adam Duffy (3)                          | Adam Duffy (3)                          | Adam Duffy (3)                          | Adam Duffy (3)   | 0                  | 4                                 |                                   |                                   |  |  |                               |                               |                               |  |
|  | Adam Duffy (3)                          | Adam Duffy (3)                          |                                         |                  |                    |                                   |                                   |                                   |  |  |                               |                               |                               |  |
|  | Patrick Whelan (6)                      | Patrick Whelan (6)                      | 0                                       |                  |                    |                                   |                                   |                                   |  |  |                               |                               |                               |  |
|  | Patrick Whelan (6)                      | Patrick Whelan (6)                      | 0                                       |                  | Adam Duffy (3)     | Adam Duffy (3)                    | 4                                 |                                   |  |  |                               |                               |                               |  |
|  |                                         |                                         |                                         |                  | Adam Duffy (3)     | Adam Duffy (3)                    | 4                                 |                                   |  |  |                               |                               |                               |  |
|  |                                         |                                         | Rory McLeod (2)                         | Rory McLeod (2)  | 1                  |                                   |                                   |                                   |  |  |                               |                               |                               |  |
|  | Dean Young (7)                          | Dean Young (7)                          | Rory McLeod (2)                         | Rory McLeod (2)  | 1                  | 1                                 |                                   |                                   |  |  |                               |                               |                               |  |
|  | Dean Young (7)                          | Dean Young (7)                          |                                         |                  |                    |                                   |                                   |                                   |  |  |                               |                               |                               |  |
|  | Rory McLeod (2)                         | Rory McLeod (2)                         | 4                                       |                  |                    |                                   |                                   |                                   |  |  |                               |                               |                               |  |

### Century Breaks(1)[8]
| N° | Giocatore    | Century Breaks | Miglior Break |
| -- | ------------ | -------------- | ------------- |
| 1  | Allan Taylor | 1              | 130           |